# Klaus-Peter Jünemann

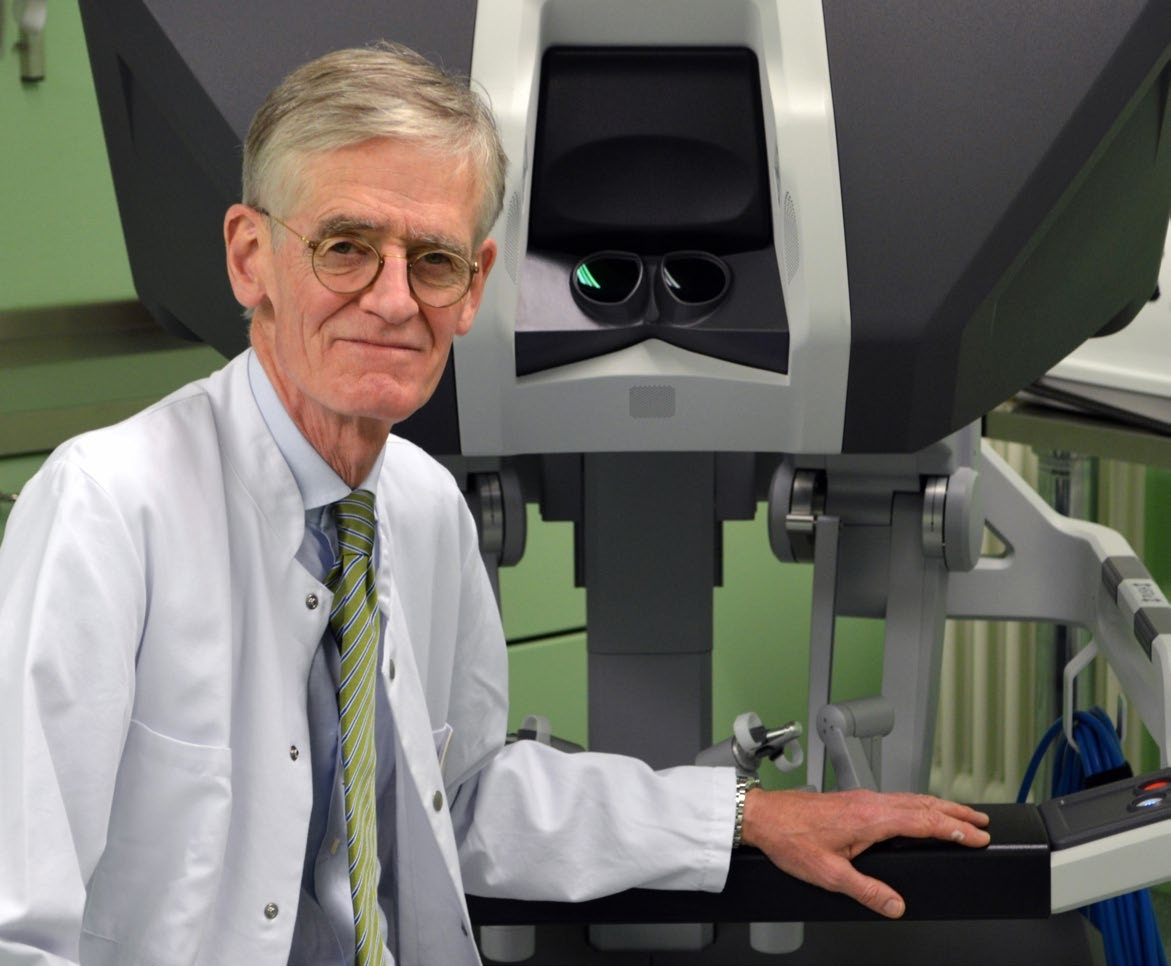
Klaus-Peter Jünemann

Klaus-Peter Jünemann (* 29. September 1956 in Witzenhausen; † 29. August 2023) war ein deutscher Urologe.

## Leben
Klaus-Peter Jünemann studierte Humanmedizin an den Universitäten Marburg und Kassel. Während seiner Ausbildung zum Facharzt für Urologie absolvierte er zwei Forschungsaufenthalte an der University of California, San Francisco bei Emil A. Tanagho.
Jünemann promovierte 1988 an der Medizinischen Fakultät Mannheim der Universität Heidelberg und habilitierte sich 1991 zum Thema Die kavernöse Insuffizienz als Ursache der erektilen Dysfunktion. Im selben Jahr wurde er zum Oberarzt befördert, ab 1995 war er leitender Oberarzt und ständiger Vertreter des Direktors, Peter Alken.
Von 2001 bis Oktober 2022 war Jünemann Direktor der Klinik für Urologie und Kinderurologie am Universitätsklinikum Schleswig-Holstein (UKSH), Campus Kiel und zugleich Professor für Urologie und Kinderurologie an der Christian-Albrechts-Universität zu Kiel. Ab 2013 war er Sprecher des Zentrums für Roboterchirurgie am Universitätsklinikum Schleswig-Holstein, Campus Kiel. Im Oktober 2022 trat er in den Ruhestand.
Jünemann war Mitglied verschiedener wissenschaftlicher Fachgesellschaften und Ehrenpräsident der Deutschen Kontinenz-Gesellschaft. Er wurde national und international mit wissenschaftlichen Preisen ausgezeichnet, beispielsweise mit dem Jack Lapides Essay Contest in Urodynamic and Neurourology Research und dem C.-E.-Alken-Preis. Jünemann verfasste mehr als 300 Beiträge in wissenschaftlichen Fachzeitschriften und -büchern.
Klaus-Peter Jünemann starb im August 2023 unerwartet im Alter von 66 Jahren.

## Wissenschaftliche Schwerpunkte
Zu den Schwerpunkten in Jünemanns klinischer Tätigkeit gehörten Uro-Onkologische Chirurgie (Prostata-, Blasen-, Nieren-, Peniskarzinom insbesondere bei fortgeschrittenen Tumoren, einschließlich Metastasen), roboterassistierte Chirurgie (da Vinci Si), Inkontinenz bei Mann und Frau, Prolapschirurgie (Kieler Entenschnabel), gutartige Prostatavergrößerung (BPH), Andrologie (z. B. Erektile Dysfunktion, Infertilität) und rekonstruktive Verfahren (Harnröhren-Mundschleimhaut-Ersatz).
Wissenschaftlich arbeitete Jünemann unter anderem an der Therapie der Inkontinenz mittels Neuromodulation, hierzu leitete er ein von der Europäischen Union gefördertes Projekt mit internationalen Experten (REstoration of Bladder Function by NEuroprosthetiCs, REBEC). Zur Rehabilitation der erektilen Funktion nach Prostatektomie entwickelte Jünemann mit seinem Team das sogenannte „Kieler Konzept“.
Jünemann forschte an der Weiterentwicklung der Robotertechnologie und dem Einsatz neuer Medien im medizinischen Sektor. Dies erfolgte im Rahmen unterschiedlicher EU-geförderter Projekte (u. a. COLLIN – COLLaboration for INnovation und APPlied Health). Er und seine Kollegen überprüften zudem an der Universitätsklinik in Kiel seit 2010 das Ultraschallverfahren HistoScanning.

## Veröffentlichungen (Auswahl)
- Moritz Hamann, Claudius Hamann, E. Schenk, Amr Al-Najar, Carsten Maik Naumann, Klaus-Peter Jünemann: Computer-aided (HistoScanning) Biopsies Versus Conventional Transrectal Ultrasound-guided Prostate Biopsies: Do Targeted Biopsy Schemes Improve the Cancer Detection Rate? In: Urology. Band 81, Nr. 2, 2013, S. 370–375, doi:10.1016/j.urology.2012.08.072, PMID 23374806.
- Daniar Osmonov, Chaojun Wang, Jorg Hoenle, А. С. Аксенов, Claudius Hamann, Carsten Maik Naumann, Klaus-Peter Juenemann: Extended Lymphadenectomy “Step by Step” in Patients Undergoing Radical Prostatectomy. In: Urology. Band 77, Nr. 4, 2011, S. 969–974, doi:10.1016/j.urology.2010.06.071, PMID 21256557.
- Klaus-Peter Jünemann, Elke Heßdörfer, I. Unamba-Oparah, Matthias Berse, Rainer Brünjes, H. Madersbacher, Thomas Gramatté: Propiverine Hydrochloride Immediate and Extended Release: Comparison of Efficacy and Tolerability in Patients with Overactive Bladder. In: Urologia Internationalis. Band 77, Nr. 4, 2006, S. 334–339, doi:10.1159/000096338, PMID 17135784.
- A. Bannowsky, H. Schulze, Christof van der Horst, S. Hautmann, K. P. Jünemann: Recovery of erectile function after nerve-sparing radical prostatectomy: improvement with nightly low-dose sildenafil. In: BJUI. Band 101, Nr. 10, 2008, S. 1279–1283, doi:10.1111/j.1464-410x.2008.07515.x, PMID 18284406.
- Carsten Maik Naumann, Amr Al-Najar, Ibrahim Alkatout, Axel Hegele, Joanna Beate Korda, Christian Bolenz, Holger Kalthoff, Bence Sipos, Klaus-Peter Juenemann, Christof van der Horst: Lymphatic spread in squamous cell carcinoma of the penis is independent of elevated lymph vessel density. In: BJUI. 2009, doi:10.1111/j.1464-410x.2009.08365.x, PMID 19220258.